# Garcinia gummi-gutta

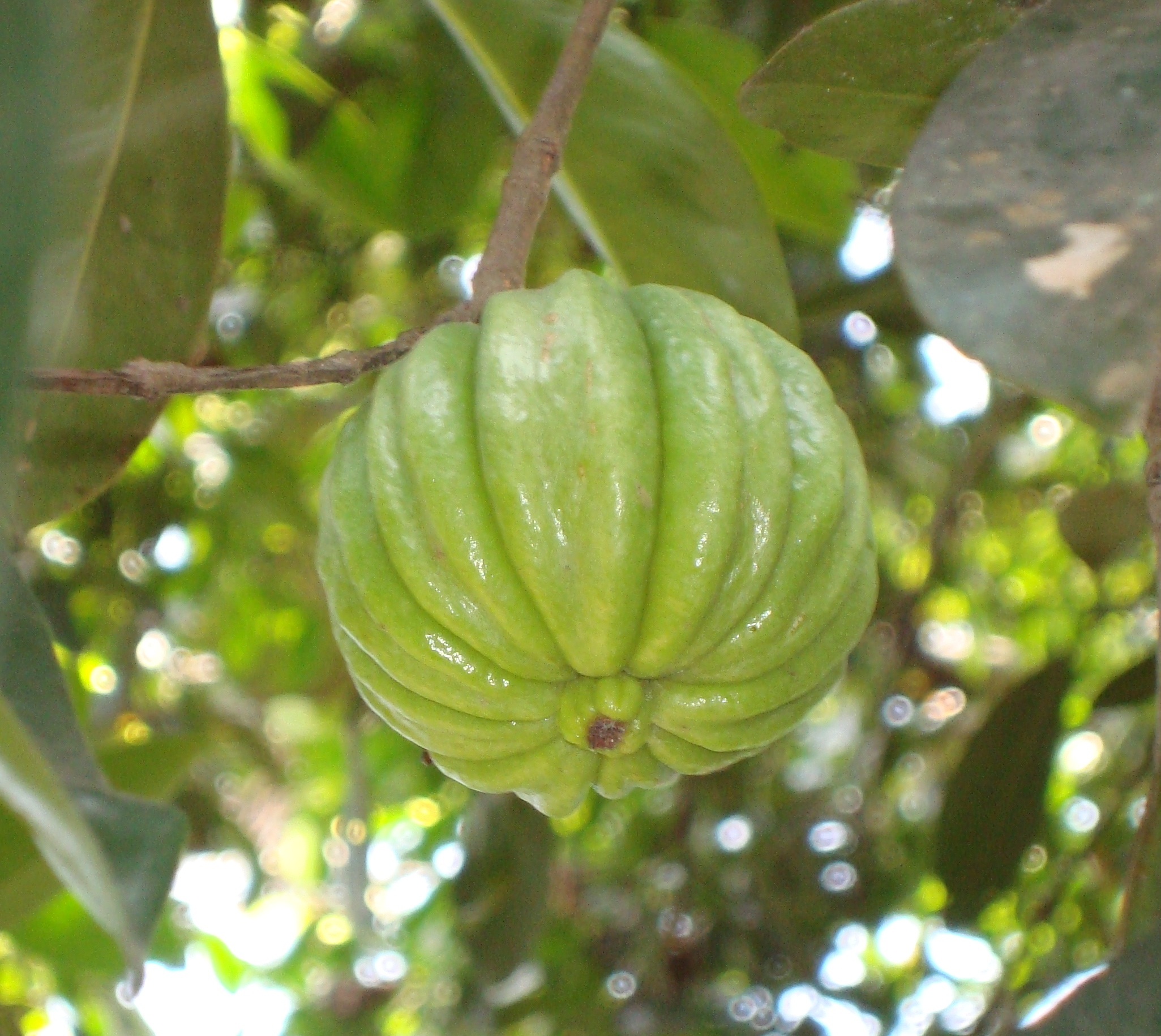
Quả Garcinia gummi-gutta

Garcinia gummi-gutta là một loài thực vật có hoa trong họ Bứa. Loài này được (L.) Roxb. mô tả khoa học đầu tiên năm 1814. Cây có hình dạng giống quả bí ngô nhỏ, thường có màu xanh lá, có khi ngả sang đỏ.

## Công dụng thực tiễn

### Trong ẩm thực
Quả thường được dùng trong một số món cà ri. Chiết xuất của quả cây này còn là một loại gia vị phổ biến trong ẩm thực các nước Thái Lan, Malaysia, Myanmar, và vùng Assam (Ấn Độ). Ở Sri Lanka, tinh xuất của quả Garcinia gummi-gutta còn được dùng để chế biến thực phẩm xuất khẩu. Quả có mùi rất đặc biệt và vị chua được cho là tốt cho tiêu hóa.
Cây thường mọc trong các vùng rừng nhiệt đới ở vùng Nam Á và Đông Nam Á.

### Tác dụng giảm cân
Thành phần chính có trong vỏ quả bứa là Hydroxycitric Acid (HCA) có tác dụng làm giảm quá trình chuyển hóa đường thành chất béo, làm giảm kích thước tế bào mỡ cũng nhưng làm giảm quá trình tổng hợp cholesterol.
Năm 1993, một cuộc nghiên cứu trên 54 đối tượng thừa cân được tiến hành. Các đối tượng được chia làm 2 nhóm, một nhóm dùng Garcinia Cambogia và một nhóm chỉ dùng giả dược trong vòng 8 tuần. Tất cả các đối tượng đều được đảm bảo chế độ ăn hợp lý (khoảng 1200kcal/ngày) và uống 2 lít nước mỗi ngày. Sau 8 tuần, nhóm dùng Garcinia Cambogia giảm được trung bình 5 kg mỗi người, trong khi nhóm dùng giả dược chỉ giảm được 1,9 kg.
Cuối năm 2012, trong show truyền hình nổi tiếng của mình, Dr. Oz, đã chứng minh Garcinia Cambogia là một bước tiến mới trong công nghệ y tế và dinh dưỡng, một phương pháp mới mẻ hoàn toàn cho việc giảm cân.

## Hình ảnh

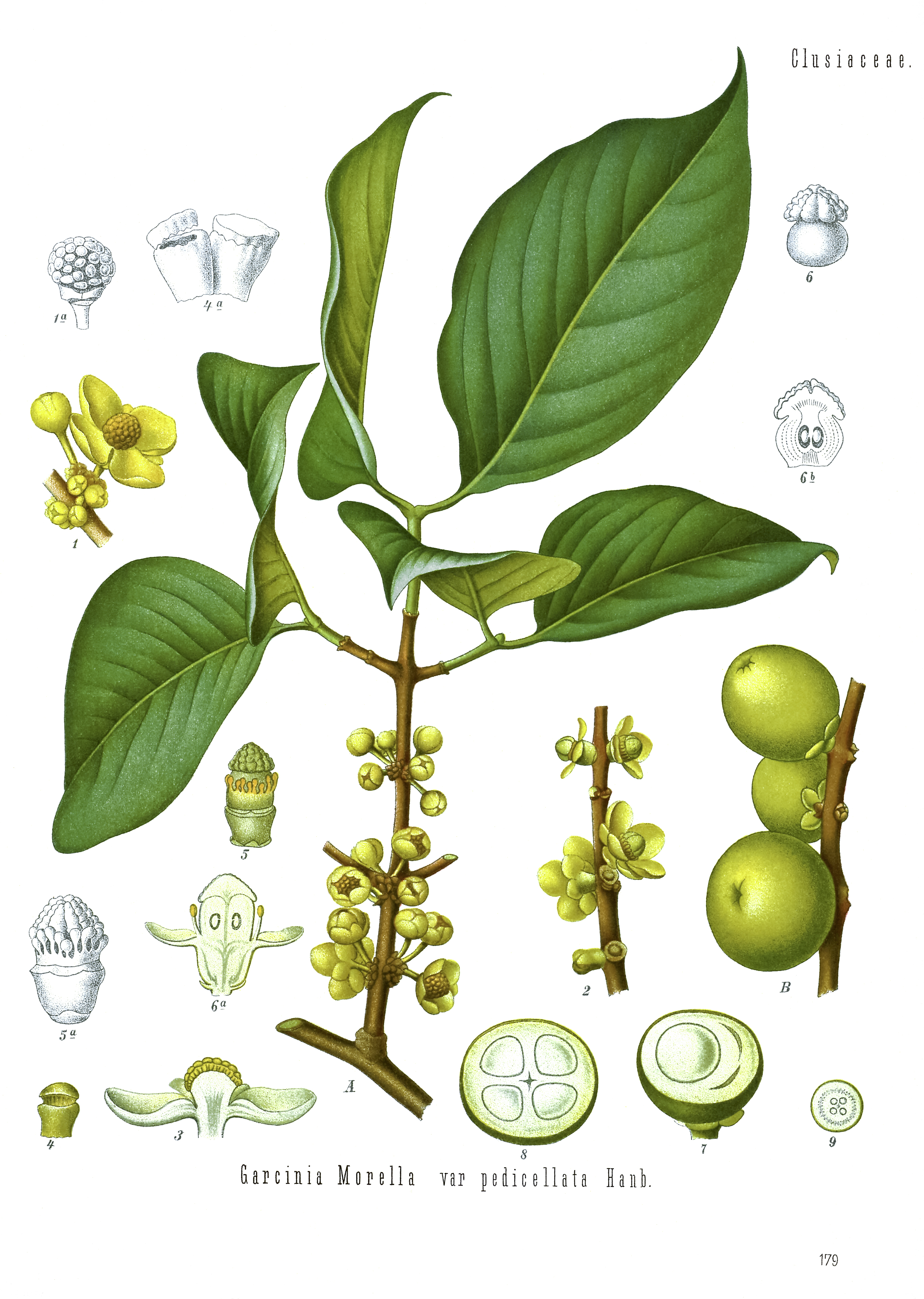
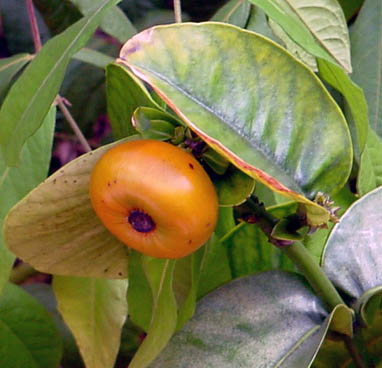
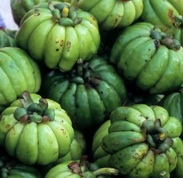
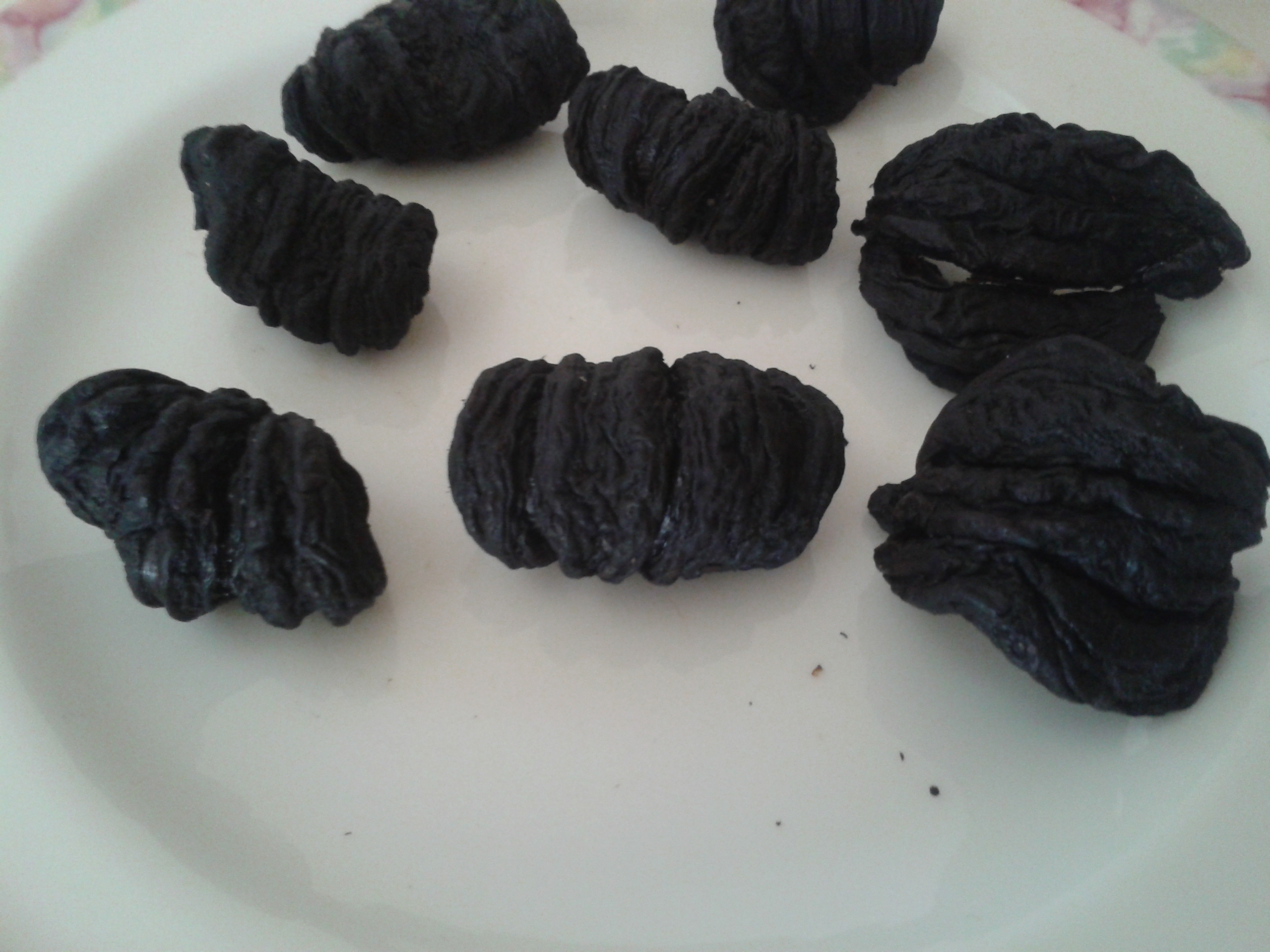